# Gröningen, Ångermanland
Gröningen är en sjö i Sollefteå kommun i Ångermanland och ingår i Ångermanälvens huvudavrinningsområde. Sjön har en area på 0,143 kvadratkilometer och ligger 197 meter över havet. Sjön avvattnas av vattendraget Gröningsån.

## Delavrinningsområde
Gröningen ingår i det delavrinningsområde (702723-154628) som SMHI kallar för Utloppet av Gröningen. Medelhöjden är 206 meter över havet och ytan är 1 kvadratkilometer. Räknas de 3 avrinningsområdena uppströms in blir den ackumulerade arean 65,68 kvadratkilometer. Gröningsån som avvattnar avrinningsområdet har biflödesordning 3, vilket innebär att vattnet flödar genom totalt 3 vattendrag innan det når havet efter 93 kilometer. Avrinningsområdet består mestadels av skog (85 procent).